# Pontal do Araguaia
Pontal do Araguaia este un oraș în Mato Grosso (MT), Brazilia.